# يوفون الأيكة
يوفون الأيكة (الاسم العلمي: Euphonia affinis) (بالإنجليزية: Scrub Euphonia)‏ هو نوع من الطيور يتبع جنس اليوفون من فصيلة الشراشير الحقيقية.